# Věznice Minkovice
Věznice Minkovice v Šimonovicích-Minkovicích u Liberce vznikla podle veřejně dostupných zdrojů na základě tajného rozkazu tehdejšího ministra vnitra ČSR Rudolfa Baráka z 1. března 1958 jako represivní zařízení komunistického režimu se zásadním vymezením. Byla umístěna v sousedství areálu továrny Preciosa, mezi Minkovicemi a Pilínkovem. Zpočátku šlo o zcela „tajný lágr“. Byla až do roku 1990 „tvrdou“ věznicí nejen pro kriminální vězně, ale i pro politické vězně Československé socialistické republiky. Smíšení politických vězňů, obvykle prvotrestaných, s kriminální subkulturou, tvořenou především recidivisty, bylo sofistikovaným nástrojem politického útlaku. Do Minkovic byli kromě kriminálních recidivistů přednostně umísťováni vězni, kteří byli odsouzeni za tzv. politické paragrafy, zejména za pobuřování, podvracení a rozvracení republiky, další trestné činy proti republice a státům socialistické soustavy atd., ale i za tzv. „zástupné“ trestné činy s politickým podtextem, což byl obvyklý „styl“ české justice.
Věznění v Minkovicích bylo nelidské, pokořující, nebezpečné fyzickému a psychickému zdraví. Obvyklou metodou převýchovy vězňů bylo omezování stravních dávek, bití, umísťování v OVKT (tzv. Oddělení výkonu kázeňských trestů), ZO (tzv. Zvláštní oddělení s vysokými pracovními normami, oddělení od ostatních spoluvězňů, omezené dávky stravy), šikana na pracovišti, ponižování, komplexní dehonestace, fyzické týrání.
Recidivisté měli svou kriminální autoritou likvidovat politické vězně,avšak tento záměr většinou nefungoval, političní vězni měli i v této komunitě výsadní postavení. V Minkovicích byli mj. vězněni disidenti Petr Cibulka, Jiří Wolf, Jiří Gruntorád, Jiří Chum, Jiří Kubík, Bohumil Míla Petrovský a další.
V Minkovicích byli kromě kriminálních recidivistů vězněni i lidé, kteří byli odsouzeni za ilegální opuštění republiky, tzv. „kopečkáři“, také lidé, jejichž opuštění republiky bylo sice amnestováno, byli už občany jiných zemí, měli německé, švédské, kanadské, americké, australské, švýcarské pasy atd., ale při opětné návštěvě tehdejší ČSR či ČSSR byli zatčeni, obviněni a odsouzeni za špionáž, její přípravu a podobně. Jednalo se o politicky vykonstruované procesy. Řada politických vězňů se ocitla v Minkovicích po odsouzení za „zástupné“ trestné činy, krádeže, rozkrádání majetku v socialistickém vlastnictví, loupeže, neoprávněné užívání majetku státu, podvodu a podobně. Vedle sebe museli žít vrah, zloděj, švýcarský hoteliér, švédský sedlář či australský farmář.

## Historie
Jednalo se o pracovní tábor, kde státní aparát ovládaný komunistickou stranou za pomoci Státní bezpečnosti v rozporu s lidskými právy trýznil vězně psychickým terorem, hladem a nelidskou prací při výrobě bižuterie s extrémně nadsazenými pracovními normami.
Propuštění vězni i vychovatelé nesměli pod trestem doživotního uvěznění Minkovicích promluvit o hrůzách, které zde zažili, díky čemuž je ve společnosti existence těchto pracovních zařízení prakticky neznámá. 
| „                                                                                     | Vězni-otroci museli pracovat v otrokářské továrně pana Ludvíka Karla ve 40stupňových vedrech, v poklusu, s jen malými příděly jídla a pod neustálými tresty samovazby v betonové kobce i na několik týdnů, nesplní-li normy. Ty byly záměrně nesplnitelné. Díky této levné pracovní síle měla Preciosa vysoké zisky. | “ |
| — Ing. Petr Hauptmann, architekt, který byl za pokus o emigraci do SRN vězněn 8 let.“ | |   |

V podniku Preciosa se vyráběly především tzv. šatony pro křisťálové lustry a bižuterní výrobu ze skla, určené převážně na export. Otrocká práce vězňů tak přinášela ČSSR cenné devizy, ale vězni byli placeni pár korunami na hodinu, z nichž jim byly ještě strhávány částky za stravu a údržbu. Obecným jevem této práce byla vážná zranění a zcela bezprecedentní zdravotní následky. Rovněž fyzická napadení, absolutní ignorance ochrany proti škodlivým následkům pracovního prostředí. Již tehdy byl ředitelem podniku Preciosa Ludvík Karl, dnešní majitel, mj. vlastník fotbalového klubu FC Slovan Liberec do roku 2024. Věznice v Minkovicích (vězni přezdívaná Minkau) byla zrušena hned v únoru roku 1990, část budov byla zbořena. Většina minkovických vězňů byla počátkem února 1990 eskortována do věznice Ostrov nad Ohří, a to včetně zbytku v té době ještě nepropuštěných vězňů politických, jako například Viktora Dedery.
| „                                              | Koupání se provádí jednou za 10 dní. Teplá voda většinou neteče, nanejvýš vlažná, nebo studená (součást trestu). Prádlo se vyměňuje jednou týdně (ručník, košile, spodky). I v zimě se fasují pouze krátké spodky. Několikrát denně jsou na celách U0 prováděny namátkové kontroly – minimálně 2×, 3× denně – při nichž se musí vězni vysvléci do naha. K prohlídce konečníku používají dozorci gumových rukavic. | “ |
| — Zpráva o poměrech v NVÚ Minkovice, Jiří Wolf | |   |

V ústavu sboru nápravné výchovy Liberec II., jak zněl oficiální název, panovaly z komunistických pracovních táborů patrně nejkrutější[zdroj?] poměry. Systém doháněl vězně k úplnému zoufalství, sebevraždám a zničení fyzického i psychického zdraví (v souladu s cílem postupné eliminace nepřátel tehdejšího politického režimu). Mezi oběti Minkovic je počítán Pavel Wonka, který byl hned první den po umístění zmlácen tak, že jeho stav vyžadoval hospitalizaci, ale bylo mu to odmítnuto.

## Po sametové revoluci
Ve volbách v roce 2005 byl do Poslanecké sněmovny Parlamentu České republiky za Liberecký kraj zvolen Josef Vondruška, člen KSČM a v letech 1972–1990 brutální „vychovatel“ (bachař vyššího stupně) z Minkovic (ve funkci poslance parlamentu byl do roku 2010). Byl členem federálního parlamentu i v roce 1992. V 70. a 80. letech patřil k nejbrutálnějším „bachařům“ v Minkovicích.